# Munka-Ljungby
Munka-Ljunby is een plaats in de gemeente Ängelholm in Skåne de zuidelijkste provincie van Zweden. De plaats heeft 2877 inwoners (2005) en een oppervlakte van 221 hectare.

## Verkeer en vervoer
Langs de plaats lopen de Riksväg 13 en Länsväg 114.